# Oleg Iwanowitsch Dal
Oleg Iwanowitsch Dal (russisch Олег Иванович Даль; * 25. Mai 1941 in Ljublino, Oblast Moskau, RSFSR, Sowjetunion; † 3. März 1981 in Kiew, USSR, Sowjetunion) war ein sowjetischer Theater- und Filmschauspieler.

## Leben und Leistungen
Dal, Sohn einer Lehrerin und eines Ingenieurs, besuchte bis 1963 die Schauspielschule am Maly-Theater und war bis zum Ende seines Lebens für verschiedene Theater in Moskau tätig, zuletzt auch für seine Ausbildungsstätte. Er galt stets als unkonventioneller Mensch, so endete sein Engagement am Sowremennik aus disziplinarischen Gründen, das Gerassimow-Institut für Kinematographie verließ er ohne Abschluss.
Obwohl Dal sein Filmdebüt bereits im Jahr 1962 in dem Film Ungestüme Reise gab, war er erst ab den späten 60er Jahren regelmäßig vor der Kamera aktiv. So spielte er unter der Regie von Nadeschda Koschewerowa in den Märchenfilmen Ein uraltes Märchen (1968) und Wie der dumme Iwanuschka das Wunder suchte (1977) die Hauptrollen. Seine Filmografie umfasst über 30 Werke.

## Ehrungen

Briefumschlag mit Dahls Konterfei (2016)

Dal erhielt zeitlebens keine Preise oder Auszeichnungen, 1987 wurde er jedoch auf dem Allunionsfilmfestival posthum für seine Rolle in dem 1979 entstandenen Fernsehfilm Отпуск в сентябре (Otpusk w sentjabre) geehrt.
2016 gab die Russische Post anlässlich Dals 75. Geburtstag einen bedruckten Briefumschlag mit seinem Konterfei heraus.

## Privates
Dal war dreimal verheiratet: mit den Schauspielerinnen Nina Doroschina und Tatjana Lawrowa sowie mit Elisabeth Eichenbaum, die er während der Dreharbeiten zu König Lear kennenlernte. Beide heirateten am 27. November 1970.
Dal starb im Alter von 39 Jahren in einem Kiewer Hotelzimmer an einem Herzinfarkt und wurde auf dem Wagankowoer Friedhof in Moskau bestattet.
Neben seiner schauspielerischen Tätigkeit schrieb er privat auch Gedichte.

## Filmografie (Auswahl)
- 1962: Ungestüme Reise (Moi mladschi brat)
- 1968: ...und sie waren noch nicht erwachsen (Chronika pikirujuschtschego bombardirowschtschika)
- 1968: Ein uraltes Märchen (Staraja, staraja skaska)
- 1970: König Lear (Korol Lir)
- 1973: Ein schlechter, guter Mensch (Plochoi choroschi tschelowek)
- 1973: Sannikow-Land (Semlja Sannikowa)
- 1975: Das kann doch nicht wahr sein! (Ne moschet byt)
- 1975: Traum vom fernen Glück (Swesda plenitelnogo stschastja)
- 1977: Wie der dumme Iwanuschka das Wunder suchte (Kak Iwanuschka-duratschok sa tschudom chodil)
- 1980: Wir haben dem Tod ins Antlitz geschaut (My smerti smotreli w lizo)